# Деслей Уббінк
Деслей Уббінк (нід. Desley Ubbink, нар. 15 червня 1993, Розендал) — нідерландський футболіст, півзахисник румунського клубу «Корвінул».
Виступав також за клуби «Валвейк», «Тренчин» та УТА (Арад).

## Ігрова кар'єра
Народився 15 червня 1993 року в місті Розендал. Вихованець юнацьких команд футбольних клубів «Феєнорд», «Росендал» та «Валвейк».
У дорослому футболі дебютував 2013 року виступами за команду «Валвейк», у якій провів один сезон. 
Згодом з 2014 по 2016 рік грав у складі команд «Тараз» та «Шахтар» (Караганда).
Своєю грою за останню команду привернув увагу представників тренерського штабу клубу «Тренчин», до складу якого приєднався 2016 року. Відіграв за команду з Тренчина наступні три сезони своєї ігрової кар'єри. У складі «Тренчина» був одним з головних бомбардирів команди, маючи середню результативність на рівні 0,42 гола за гру першості.
Протягом 2019—2021 років захищав кольори клубу «Подбескідзе».
У 2021 році уклав контракт з клубом УТА (Арад), у складі якого провів наступні два роки своєї кар'єри гравця. Більшість часу, проведеного у складі УТА, був основним гравцем команди.
Протягом 2023—2024 років захищав кольори клубу «Еммен».
До складу клубу «Корвінул» приєднався 2024 року. 